# Dorota Pykosz
Dorota Pykosz est une ancienne joueuse de volley-ball polonaise née le 22 octobre 1978 à Jasło. Elle mesure 1,80 m et jouait au poste de centrale. 

## Clubs
| Club                | De        | À         |
| ------------------- | --------- | --------- |
| KPSK Stal Mielec    | 2002-2003 | 2003-2004 |
| Muszynianka Muszyna | 2004-2005 | 2009-2010 |
| TPS Rumia           | 2010-2011 | 2010-2011 |
| KPSK Stal Mielec    | 2011-2012 | 2011-2012 |
| Atom Trefl Sopot    | 2012-2013 | 2012-2013 |

## Palmarès
- Championnat de Pologne
  - Vainqueur : 2006, 2008, 2009, 2013.
  - Finaliste : 2010.
- Coupe de Pologne
  - Finaliste : 2013.
- Supercoupe de Pologne
  - Vainqueur : 2010.
  - Finaliste : 2012.